# Lex van Naerssen
Alexander Xaverius (Lex) van Naerssen (Bandoeng, 9 maart 1941 – Utrecht, 27 mei 2016) was universitair hoofddocent in de klinisch-psychologische aspecten van de seksualiteit aan de Universiteit Utrecht. Hij verwierf bekendheid als getuige-deskundige in rechtszaken over seksueel misbruik, en als voorzitter en executeur-testamentair van de Dr. Edward Brongersma Stichting, de rechtsvoorganger van het Fonds Wetenschappelijk Onderzoek Seksualiteit.
Naast onderwijs geven deed Van Naerssen empirisch onderzoek, publiceerde hij in vaktijdschriften, en gaf hij therapie. Hij bestudeerde de inhoud en vorm van vijfhonderd dadertherapieën. Ook zat hij in de redactie en het stichtingsbestuur van Homologie.
Van Naerssen, zelf tegenstander van pedoseksualiteit, beschouwde de term "pedofiel" als een oppervlakkig label en pleitte voor afschaffing ervan. In 1974 haalde hij PvdA-senator Edward Brongersma naar Utrecht om gastcolleges te geven over pedofilie. Ze raakten bevriend, en Van Naerssen was jarenlang assistent en vertrouweling van Brongersma.
Brongersma bepaalde dat na zijn dood Van Naerssen zou optreden als executeur-testamentair. Van Naerssen vond als voorzitter van de Dr. Edward Brongersma Stichting dat alles, inclusief kinderpornografie, bewaard moest worden. Nadat Van Naerssen geprotesteerd had tegen financiële transacties van een medebestuurder, werd hij door de andere bestuursleden, de seksuologen Cees Straver en Frits Wafelbakker, uit het bestuur gezet. In de hoedanigheid van executeur-testamentair bleef hij echter wel inventariseren, en meldde de pers dat de collectie van de stichting kinderpornografie bevatte, waarna het Haarlems Openbaar Ministerie alle beeldmateriaal in beslag nam.

## Privéleven
Van Naerssen was getrouwd met een vrouw, maar zijn belangstelling voor het andere geslacht leidde tot een scheiding. Twee jaar voor zijn dood werd hij blind. Zijn dochter, Annelouise van Naerssen is een scenarioschrijver.